# 2001 KG77
2001 KG77, também escrito como 2001 KG77, é um corpo celeste que está localizado no disco disperso, uma região do Sistema Solar. Este objeto está em uma ressonância orbital de 1:3 com o planeta Netuno. O mesmo possui uma magnitude absoluta de 8,1 e tem um diâmetro com cerca de 160 km.

## Descoberta
2001 KG77 foi descoberto no dia 23 de maio de 2001 pelo astrônomo Marc W. Buie.

## Órbita
A órbita de 2001 KG77 tem uma excentricidade de 0,448 e possui um semieixo maior de 61,521 UA. O seu periélio leva o mesmo a uma distância de 33,947 UA em relação ao Sol e seu afélio a 89,094 UA.